# おはようとくしま プラス
『おはようとくしま プラス』は、2010年3月29日から2011年3月31日まで四国放送テレビにて平日朝に放送されていた徳島県ローカルの情報ワイド番組である。放送回数は240回（前番組の『おはようとくしま』と合わせると、放送回数は通算9742回。

## 概要
1993年から放送されてきた『あさ』シリーズ（末期でのタイトルは『あさ6・30』）と、1971年から放送されてきた『おはようとくしま』の2つの情報番組を合併・発展させた番組であった。番組内での放送回数表示は『おはようとくしま』を引き継いでいた。『おはようとくしま』から数えると40年間続いた長寿番組で、地方局制作の情報帯番組としては全国最古参でもあった。
テーマ曲は金原千恵子の「SWEETEST DAY OF MAY feat KIMARA LOVELACE」	（2008年4月23日発売）であった。
本番組放送のため、四国放送は日本テレビ制作『ズームイン!!SUPER』の第1部のみをネットしていた（通常時）。

## 放送終了
2011年1月に同年3月末に『おはようとくしま』時代を含む40年の歴史に幕を下ろすことを地元紙『徳島新聞』が報じた。日本テレビ系列各局との連携強化を図ることが最大の要因だという。同年3月31日の放送が最終回となった。
3月29日から最終回の放送日である3月31日には番組史を振り返る特集（3月29日「テーマで振り返るおはようとくしまの40年」、3月30日「なつかしの徳島から」「おはようとくしまが伝えた40年」、3月31日「映像で振り返る徳島の40年」）が放送され、40年にわたる長寿番組の大団円となった。また、同日に日本テレビの『ズームイン!!SUPER』も前身の『ズームイン!!朝!』を含めた約32年間の歴史に幕を閉じている。翌4月1日からは同日に日本テレビが開始した報道・情報番組『ZIP!』のフルネットに切り替えた。
なお、長らく8・9時台で放送されてきたテレビ朝日の平日午前のワイドショー（『モーニングショー』〈第1期〉→『スーパーモーニング』）も、『スーパーモーニング』終了前日の3月31日を以って打ち切り、4月1日から本来の系列番組で日本テレビ制作『スッキリ!!』のネットを開始した。また、後述の祝日の休止対応も廃止され、祝日も日テレ系番組同時放送となった。

## 放送時間
時刻表記はJST。
- 月曜日 - 金曜日 6:30 - 8:00 （90分、2010年3月29日 - 放送終了まで）

### 補足
- このうち、6時30分から7時までが旧『あさ6・30』、7時から8時までが旧『おはようとくしま』の枠にあたる。
- 祝日と年末年始には放送を休止していた。その際には主に6時30分から単発番組等が、7時55分から『JRT番組フラッシュ』が放送されていた。また、日テレ系のオリンピック中継が同時間帯に放送される場合にも休止となる。
- 2011年3月14日 - 18日には、同年3月11日に発生した東北地方太平洋沖地震（東日本大震災）の情報を伝えるため番組を休止し、『ズームイン!!SUPER・第2部』を報道特番扱いで臨時ネットした。なお、3月21日にも放送を休止したが、この日は春分の日（祝日）のため、本番組の放送予定は元々無かった。

## 出演者

### メインキャスター
- 宗我部英久（四国放送ニュースキャスター・気象予報士）
- 井上英里香（当時四国放送アナウンサー）

### コーナーキャスター
- 遠藤彰良（当時四国放送アナウンサー） - 月曜日に出演。

### リポーター
- 寺島啓太（当時四国放送アナウンサー）
- 村田千弥（当時四国放送アナウンサー）
- 奥田麻衣（当時四国放送アナウンサー）
- 呑口由里子